# Un bon coup de Charley
Un bon coup de Charley (titre original : Charley's Coup) est une nouvelle américaine de Jack London publiée aux États-Unis en 1905.

## Historique
La nouvelle est publiée initialement dans le périodique The Youth's Companion (en) en avril 1905, avant d'être reprise dans le recueil Tales of the Fish Patrol en septembre 1905.

## Éditions

### Éditions en anglais
- Charley's Coup, dans le périodique The Youth's Companion (en), 13 avril 1905.
- Charley's Coup, dans le recueil Tales of the Fish Patrol, New York ,The Macmillan Co, septembre 1905.

### Traductions en français
- Un bon coup de Charley, traduit par Louis Postif, in L'Intransigeant, quotidien, décembre 1936.
- Un bon coup de Charley, traduit par Louis Postif, in Les Pirates de San Francisco, recueil, 10/18, 1973.
- Un exploit de Charley, traduit par Jean Muray, in La Patrouille de pêche, recueil, Hachette, 1974.
- Un bon coup de Charley, traduit par Louis Postif, in Patrouille de pêche, recueil, Phébus, 2000.

## Sources
- (en) Jack London's Works by Date of Composition
- http://www.jack-london.fr/bibliographie